# Association France Palestine Solidarité
Pour les articles homonymes, voir AFPS.
L'Association France Palestine Solidarité (abrégée en AFPS) est une association loi de 1901 française fondée en 2001, consacrée à la défense des droits du peuple palestinien et à la promotion d'une paix durable entre Palestiniens et Israéliens, fondée sur le respect du droit international. Elle œuvre en France pour informer le public et encourager le dialogue autour du conflit israélo-palestinien. L'AFPS mène des actions de sensibilisation, organise des événements et des campagnes de solidarité, et collabore avec d'autres organisations en France et à l'international. Elle est également engagée dans des projets de coopération sur le terrain en Palestine.

## Principes et objectifs
L'Association France Palestine Solidarité œuvre à la réalisation des droits nationaux du peuple palestinien. Elle entend agir pour une paix réelle et durable, fondée sur l'application du droit international. Selon elle, cette paix implique :
- la fin de l’occupation de tous les territoires envahis en 1967 et le démantèlement de toutes les colonies
- la création d’un État palestinien indépendant, souverain et viable dans les frontières d’avant juin 1967 avec Jérusalem-Est pour capitale
- la reconnaissance du droit au retour des réfugiés conformément à la résolution 194 votée par l’assemblée générale de l'ONU.

Elle milite aussi en faveur de :
- l’égalité des droits pour les Palestiniens d’Israël
- une protection internationale pour le peuple palestinien
- l’application de l’ensemble des résolutions de l'ONU concernant Israël.

Elle est membre actif de la Plateforme des ONG françaises pour la Palestine qui regroupe 40 associations, fait partie du Collectif national pour une paix juste et durable entre Palestiniens et Israéliens. Sur le plan européen, l’AFPS est un membre actif du Comité européen de coordination pour la Palestine dont le siège est à Bruxelles et qui intervient auprès des instances de l’Union européenne.

## Histoire
L'AFPS est fondée en mai 2001 par la fusion de l'Association Médicale Franco Palestinienne (AMFP) crée en 1974 et de l’Association France-Palestine.
Elle a hérité de l'édition de la revue Pour La Palestine (une soixantaine de numéros trimestriels parus), ainsi que des partenariats solidaires noués par l'Association médicale franco-palestinienne avec des ONG palestiniennes et des associations israéliennes de pacifistes ou de défenseurs des Droits.
L'AFPS s'est opposée en 2008 à l’exploitation par la société Veolia d’une ligne de tramway reliant Jérusalem et la Cisjordanie, notamment deux colonies. L'AFPS est déboutée le 30 mai 2011 par le Tribunal de grande instance de Nanterre. L'AFPS a annoncé avoir fait appel. Elle est déboutée en appel, et condamnée in solidum avec l'OLP à verser 90 000 €.
L'association est active dans les actions de boycott d'Israël, dont l'appel est illégal en Israël et suspecté en France de contrevenir à une loi de 1881 punissant la discrimination à l'égard de personnes en raison de leur appartenance à une ethnie, une religion ou une nation. C'est une circulaire ministérielle de  février 2010 toujours en vigueur qui enjoint aux parquets d'examiner les appels au boycott de produits israéliens (provenant ou non des colonies en Cisjordanie pourtant considérées comme illégales selon le droit international) en se référant à cette loi sur la presse conçue à l'origine pour la protection des personnes.
L'AFPS soutient la libération de Georges Ibrahim Abdallah, condamné à la prison à perpétuité pour complicité d'assassinat terroriste et détenu en France depuis 1984.
En janvier 2014, l'AFPS se désolidarise de Dieudonné en le qualifiant d'imposteur raciste.
En 2022, l'AFPS intervient juridiquement en soutien au  Collectif Palestine vaincra dans la procédure en référé qui  conteste  la dissolution de ce dernier par le gouvernement devant le Conseil d'Etat. La requête, également défendue par l'Union Syndicale Solidaire et par l'Union Juive Française pour la Paix, obtient gain de cause et la dissolution est suspendue,. La requête est finalement rejetée au fond le 20 février 2025 et la dissolution confirmée,.

## Organisation
Elle rassemble aujourd'hui près de 5 000 adhérents répartis au sein d'une centaine de groupes locaux à travers la France.

### Liste des présidents
- Bernard Ravenel (2001-2009)
- Jean-Claude Lefort (2009-2013)
- Taoufiq Tahani [16] (2013-2017)
- Bertrand Heilbronn[17] (2017-2023)
- Anne Tuaillon (depuis 2023)